# Bahnhof Mogersdorf

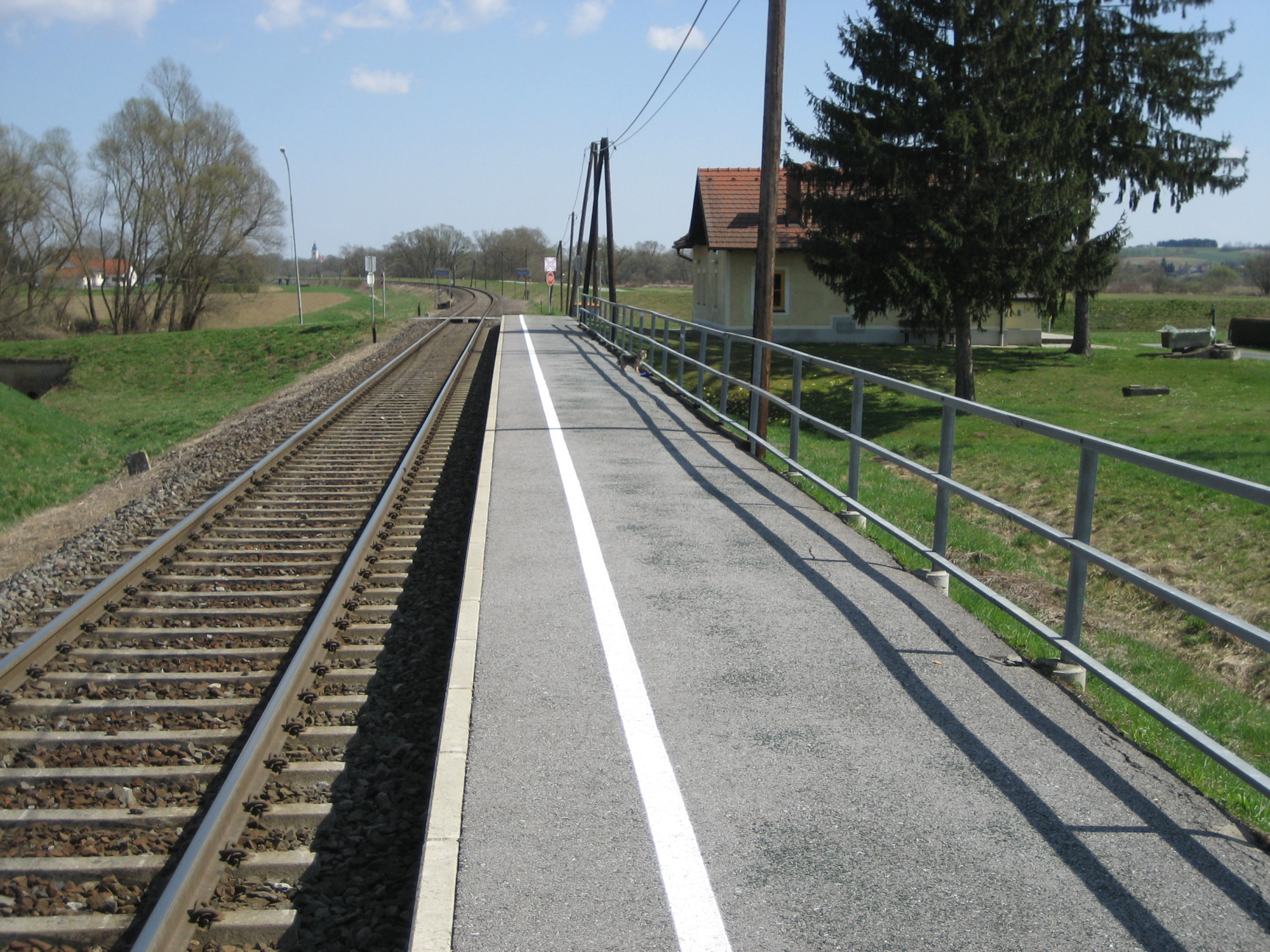
Der 98 Meter Bahnsteig wurde für den Verkehr der neuen Triebwagenzüge 5022 neu adaptiert und mit 38 Zentimeter hohen Kanten ausgestattet.

Der Bahnhof Mogersdorf ist eine Haltestelle der Steirischen Ostbahn im Gebiet der Marktgemeinde Mogersdorf im Bezirk Jennersdorf im Burgenland (Österreich). Die Haltestelle liegt beim Streckenkilometer 171,860 und nur 1506 Meter von der ungarischen Staatsgrenze entfernt. Die Bahnsteiglänge beträgt 98 Meter, die Schienenoberkante liegt auf einer Höhe von 226 m ü. A. Die Haltestelle ist in Richtung Ungarn die letzte Betriebsstelle der Österreichischen Bundesbahnen auf dieser Strecke. Bis 1991 war die nunmehrige Haltestelle aus eisenbahntechnischer Sicht ein Bahnhof, da von diesem Züge ausgingen und endeten.

## Geschichte
Am 25. Oktober 1867 wird eine Vorkonzession zur Projektierung einer Eisenbahnstrecke von Raab, dem heutigen Győr, über Pápa, Celldömölk, Szombathely (Steinamanger) und Körmend nach Graz, die sogenannte „Ungarische Westbahn“, erteilt. 1869 erfolgte dann die Konzession an das Konsortium der Ungarischen Allgemeinen Kreditbank in Budapest mit der M.H. Weikersheim & Comp. für die Strecke von Győr bis zur steirischen Grenze bei Jennersdorf, womit auch Mogersdorf inkludiert war. Somit stand dem Bau der Strecke bis Jennersdorf und damit der Errichtung des Bahnhofs Mogersdorf nichts mehr entgegen. Die österreichische Reichshälfte erteilte am 20. Februar 1870 die Konzession für den österreichischen Abschnitt bis Graz.
Bereits am 1. September 1872 wurde die Linie im Streckenabschnitt Szombathely (Steinamanger) – Gyanafalva (Jennersdorf) eröffnet, womit Mogersdorf (Nagyfalva) seinen Anschluss an das Eisenbahnnetz erhielt. Mit der Eröffnung des Streckenabschnitts bis Graz am 1. Mai 1873 war auch der Anschluss an das österreichische Eisenbahnnetz hergestellt.
Nachdem mit 10. September 1919 Deutsch-Westungarn aufgrund der Verträge von St. Germain und Trianon wurde das Burgenland und damit auch Mogersdorf Österreich. Am 5. April 1921 reiste Kaiser Karl I. von Ungarn kommend mit der Bahn ins Exil in die Schweiz und durchreiste damit auch Mogersdorf. Während des längeren Aufenthalts in Jennersdorf, wurde der Kaiser feierlich empfangen.
Erst als das österreichische Heer das südliche Burgenland besetzte, wurde der Bahnhof Mogersdorf der Grenzpunkt zu Ungarn.
Mit 1. Jänner 1925 wurde der bis dahin von der Südbahngesellschaft geführte Streckenteil verstaatlicht. Die Betriebsführung wurde von der Bundesbahndirektion Wien-Südwest übernommen.
Einem Bericht der Güssinger Zeitung vom 22. Februar 1931 zufolge, hätte der Bahnhof Mogersdorf Abzweigbahnhof für die zu errichtende Eisenbahnstrecke Mogersdorf–Güssing werden sollen. Mit der Strecke sollte der südliche Teil des Burgenlandes erschlossen werden. Dazu wurde bereits 1929 ein Gesetz eingebracht, das den österreichischen Staat ermächtigt, den österreichischen Teil der Lokalbahn Körmend–Güssing ab der Staatsgrenze bei Strem zu erwerben und dafür eine Linie über Heiligenkreuz nach Mogersdorf zu errichten. Für den Erwerb der Lokalbahn wurde ein Kaufpreis von 300.000 Schilling vereinbart. Die Reichspost berichtete dazu am 15. Februar 1931, dass die Baukosten für die neu zu errichtende, 21 Kilometer lange Strecke mit rund 12 Millionen Schilling veranschlagt wurden, womit in dieser Zeit der Wirtschaftskrise etwa 1000 Arbeiter beschäftigt werden sollten. Mit dem Bau der Strecke sollte bereits im Mai 1931 begonnen werden. Die Bauzeit wurde mit drei Jahren veranschlagt. Für die Errichtung der Strecke sollten auch die Bundesländer Burgenland und Steiermark herangezogen werden., Im Oktober 1931 zerschlugen sich diese Planungen; der Bau wurde auf einen späteren Zeitpunkt verschoben, „bis die erforderlichen Mittel bundesfinanzlich sichergestellt“ sind. Die restriktive Fiskalpolitik zur Zeit der Weltwirtschaftskrise ließ das Vorhaben später endgültig scheitern.
Am 13. März 1938 erfolgte der Anschluss Österreichs an das Deutsche Reich, womit die Strecke und damit der Bahnhof Mogersdorf der Reichsbahndirektion Wien unterstellt wurde. Gegen Ende des Zweiten Weltkriegs musste der Eisenbahnverkehr am 8. Mai 1945 eingestellt werden. Erst am 1. Juni 1946 konnte der Zugverkehr wieder aufgenommen werden.
Nach dem Zweiten Weltkrieg wurden Durchwandererzüge von Ungarn nach Graz geführt. Täglich verkehrten sieben bis acht Personenzüge. Eine Besonderheit war die Führung eines Zuges an Montagen von Mogersdorf über Fehring nach Wien.
Im Vorfeld des Ungarischen Volksaufstands wurde am 16. Februar 1953 der Verkehr von Reisezügen über die ungarische Grenze eingestellt, wodurch Mogersdorf zum End- und Ausgangsbahnhof der Personenzüge auf österreichischer Seite wurde. Auch die österreichische Bundesbahnvertretung wurde vom ungarischen Szentgotthárd zum Bahnhof Jennersdorf zurückgezogen.
Ab Mai 1959 wurden im Streckenabschnitt Graz–Mogersdorf die Dampflokomotiven von Dieseltriebfahrzeugen abgelöst.
Mit dem Fahrplanwechsel am 30. Mai 1965 wurde der grenzüberschreitende Reisezugverkehr über die ungarische Grenze mit zwei Zugpaaren wieder aufgenommen. Aus diesem Anlass fand auch ein Treffen des Generaldirektors der Österreichischen Bundesbahnen Maximilian Schantl mit seinem ungarischen Amtskollegen statt. Die Festtafel wurde im Gasthaus Raffel in Jennersdorf abgehalten.
Im Jahr 1972 wurde der Fahrkartenverkauf in Mogersdorf eingestellt, womit die Haltestelle ab diesem Zeitpunkt unbesetzt war. Die Fahrkarten mussten im Zug gelöst werden.
Im Fahrplan 2013/14 verkehren in Mogersdorf zwölf Regionalzugpaare.
Direkt bei der Haltestelle befindet sich eine Park&Ride-Anlage mit Stellplätzen für sechs PKW und sechs Fahrräder. Die Zufahrt erfolgt über eine Gemeindestraße, die direkt neben der Haltestelle auf einer Eisenbahnkreuzung die Bahnstrecke quert.
Rund 550 Meter westlich der Haltestelle besteht derzeit (2014) noch eine zweite Eisenbahnkreuzung, auf der Landwirte ihre Felder erreichen können. Aufgrund der 2012 erlassenen Eisenbahnkreuzungsverordnung hätte diese mit einem Aufwand von 800.000 Euro von der Gemeinde gesichert werden müssen. In Verhandlungen mit den Österreichischen Bundesbahnen konnte die Gemeinde erreichen, dass diese nunmehr aufgelassen und mit der Eisenbahnkreuzung bei der Haltestelle vereinigt wird. Dazu wird dieser Übergang seit November 2014 von den Österreichischen Bundesbahnen ausgebaut und mit Schranken und einer Lichtsignalanlage ausgestattet. Die Landwirte können danach ihre Felder über einen vorhandenen Ersatzweg erreichen, der ebenfalls ausgebaut wird. Die Arbeiten sollen bis Mitte 2015 abgeschlossen werden. Dadurch sollen auch Unfälle, wie jener vom 16. Februar 2005 verhindert werden, als ein Lenker aus Deutsch Minihof trotz Stop-Tafel mit seinem PKW auf die Eisenbahnkreuzung einfuhr und von einem Güterzug erfasst wurde. Dabei wurde der Lenker und seine Lebensgefährtin unbestimmten Grades verletzt.